# Iwan Stelmach (1912–1990)
Iwan Makarowicz Stelmach (ros. Иван Макарович Стельмах, ur. 1912 we wsi Lozowoje w guberni mińskiej, zm. 25 sierpnia 1990 w Mińsku) – radziecki funkcjonariusz służb specjalnych, pułkownik.

## Życiorys
Urodził się w biednej białoruskiej rodzinie chłopskiej. Od marca 1930 do marca 1931 był sekretarzem rady wiejskiej w Białoruskiej SRR, od marca do grudnia 1931 słuchaczem kursów w Mińsku, od grudnia 1931 do grudnia 1933 pracownikiem kołchozu im. Lenina we wsi Uborok w Białoruskiej SRR, a od grudnia 1933 do listopada 1934 kierownikiem agencji pocztowej w Uboroku. Od listopada 1934 do grudnia 1937 służył w Armii Czerwonej, od grudnia 1937 do marca 1939 był słuchaczem 2 Charkowskiej Szkoły NKWD, 15 marca 1939 otrzymał stopień sierżanta bezpieczeństwa państwowego, od marca do września 1939 był starszym pełnomocnikiem operacyjnym NKWD Białoruskiej SRR, a od września do listopada 1939 funkcjonariuszem grupy operacyjno-czekistowskiej NKWD w Nowogródku. Od listopada 1939 do grudnia 1940 był starszym śledczym Zarządu NKWD obwodu baranowickiego, od grudnia 1940 do czerwca 1941 szefem Wydziału Kontrwywiadowczego Miejskiego Oddziału NKWD/NKGB w Słonimiu, od lipca 1941 do kwietnia 1943 uczestnikiem ruchu partyzanckiego w Białoruskiej SRR, a od kwietnia 1943 do marca 1944 szefem Grupy Operacyjno-Czekistowskiej NKWD Białoruskiej SRR w obwodzie mohylewskim, 30 marca 1944 został awansowany na podpułkownika bezpieczeństwa państwowego. Od marca 1944 do 20 kwietnia 1951 był szefem Zarządu NKGB/MGB obwodu mohylewskiego, od 20 kwietnia 1951 do 26 marca 1953 zastępcą ministra bezpieczeństwa państwowego Białoruskiej SRR, a od 26 marca do 9 czerwca 1953 szefem Wydziału Kadr MWD Białoruskiej SRR. Od 9 czerwca do 28 sierpnia 1953 był zastępcą ministra spraw wewnętrznych Białoruskiej SRR, a od 7 października 1953 do 8 września 1959 szefem Zarządu MWD/Zarządu Spraw Wewnętrznych Homelskiej Rady Obwodowej w stopniu pułkownika, we wrześniu 1959 zwolniony.

## Odznaczenia
- Order Lenina
- Order Czerwonego Sztandaru (21 kwietnia 1945)
- Order Czerwonej Gwiazdy (dwukrotnie)

I 5 medali.